# Републикански път II-52
Републикански път II-52 е второкласен път, част от републиканската пътна мрежа на България, преминаващ по територията на области Русе, Велико Търново и Плевен. Дължината му е 115,0 km.
Пътят се отклонява надясно при 11,0 km на Републикански път I-5 при жп гара Долапите и се насочва на югозапад през Източната Дунавска равнина. Минава последователно през селата Пиргово и Мечка и достига до пристанище Мечка на река Дунав, където изграденият участък от пътя свършва. Оттук нататък на протежение от 23,2 km през село Батин до село Кривина пътят не е изграден и представлява полски път. След село Кривина Републикански път II-52 продължава отново с асфалтова настилка, пресича река Янтра, минава през село Новград и се насочва на запад през Средната Дунавска равнина, покрай десния бряг на река Дунав. След селото пътят навлиза във Великотърновска област, като преминава последователно през село Вардим и град Свищов и след разклона за село Ореш навлиза в Плевенска област. Тук трасето на пътя преминава по южната, висока част на Свищовско-Беленската низина, като последователно минава през селата Деков, Бяла вода, Лозица, Любеново и Въбел и достига до центъра на град Никопол, където се свързва с Републикански път II-34 при неговия 80,1 km.
От него наляво и надясно се отклоняват два третокласни пътя от Републиканската пътна мрежа с четирицифрени номера:
- при 41,0 km, в село Новград — наляво Републикански път III-5201 (7,4 km) през село Джулюница до 13,8 km на Републикански път II-54, източно от село Пиперково;
- при 84,9 km, в село Деков — надясно Републикански път III-5202 (5,0 km) до град Белене.

| Пътища, отклоняващи се надясно (населено място, № на пътя, посока на пътя) | км    | Пътища, отклоняващи се наляво (посока на пътя, № на пътя, населено място)                             |
| -------------------------------------------------------------------------- | ----- | --- |
| Община Иваново, Област Русе, I-5, 11,0 km →                                | 0,0   | → 11,0 km, I-5, Област Русе, Община Иваново                                                           |
| с. Пиргово                                                                 | 5,4   | с. Пиргово                                                                                            |
|                                                                            | 8,2   | → общински път (за 18,3 km на I-5)                                                                    |
| с. Мечка                                                                   | 11,4  | → с. Мечка, общински път (за с. Тръстеник)                                                            |
| пристанище Мечка                                                           | 14,8  | пристанище Мечка                                                                                      |
| Община Борово                                                              | 19,8  | Община Борово                                                                                         |
| с. Батин                                                                   | 27,8  | → с. Батин, общински път (за с. Горно Абланово)                                                       |
| Община Ценово                                                              | 32,3  | Община Ценово                                                                                         |
| с. Кривина                                                                 | 38    | с. Кривина                                                                                            |
|                                                                            | 39,7  | → общински път (за с. Беляново)                                                                       |
| с. Новград                                                                 | 41,0  | → с. Новград, 0,0 km, III-5201 (до 13,8 km на II-54) → с. Новград, общински път (за 20,7 km на II-54) |
| Община Свищов, Област Велико Търново                                       | 43,2  | Област Велико Търново, Община Свищов                                                                  |
| с. Вардим                                                                  | 51,6  | ← с. Вардим, 30,6 km, II-54 (от 56,2 km на I-5)                                                       |
| с. Вардим                                                                  | 52,8  | с. Вардим                                                                                             |
| гр. Свищов .                                                               | 61,8  | ← гр. Свищов, 78,8 km, III-405 (от 98,6 km на I-4) → гр. Свищов, общински път (за с. Ореш)            |
|                                                                            | 74,2  | → общински път (за с. Ореш)                                                                           |
|                                                                            | 75,1  | ← 20,6 km, III-3002 (от с. Българене)                                                                 |
| Община Белене, Област Плевен                                               | 75,3  | Област Плевен, Община Белене                                                                          |
|                                                                            | 76,9  | → общински път (за с. Татари)                                                                         |
| (до гр. Белене) III-5202, 0,0 km, с. Деков ←                               | 84,9  | с. Деков                                                                                              |
|                                                                            | 87,5  | → общински път (за с. Кулина вода)                                                                    |
| с. Бяла вода                                                               | 92,2  | с. Бяла вода                                                                                          |
| Община Никопол                                                             | 93,1  | община Никопол                                                                                        |
| с. Лозица                                                                  | 95,6  | с. Лозица                                                                                             |
|                                                                            | 99,0  | ← 6,2 km, III-3404 (от с. Дебово)                                                                     |
| с. Любеново                                                                | 102,1 | с. Любеново                                                                                           |
| с. Въбел                                                                   | 108,2 | → с. Въбел, общински път (за 33,9 km на II-34)                                                        |
| (за с. Драгаш войвода) общински път ←                                      | 87,5  | |
| гр. Никопол                                                                | 115,0 | ← гр. Никопол, 44,5 km, II-34 (от 80,1 km на I-3)                                                     |

Забележка
1. ↑  От тук до село Кривина, на протежение от 23,2 km пътят не е изграден и представлява полски път